# Oakmont Country Club
| Baninformation | Baninformation                            |
| -------------- | ----------------------------------------- |
| Plats          | Plum, nordost om Pittsburgh, Pennsylvania |
| Byggnadsår     | 1903                                      |
| Antal hål      | 18                                        |
| Par            | 71 (par 70 på herrmajors)                 |
| Längd          | 6 795 meter                               |
| Banrekord      | 63 slag av Johnny Miller 1973.            |

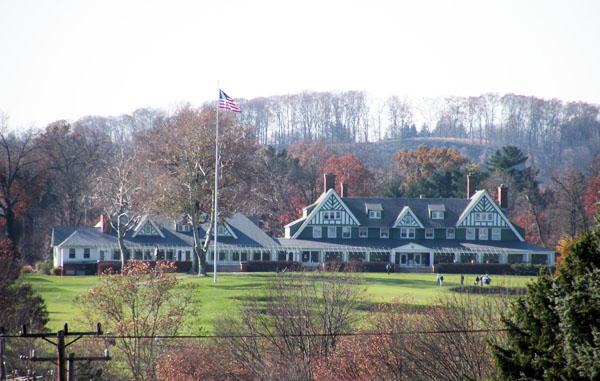
Oakmont CC

Oakmont Country Club är en golfklubb nordost om Pittsburgh, Pennsylvania, i dess förort Plum,  som invigdes 1904. Golfbanan blev rankad av Golf Digest som nummer 5 över de 100 bästa golfbanorna i USA. Oakmont CC blev utnämnd som ett historiskt landmärke 1987.

## Golfbanan
Oakmont, designad av Henry Clay Fownes, är en privatägd golfbana som öppnade 1904 och har sedan dess varit värd åt 10 US Open, 2 U.S. Women's Open samt 3 PGA Mästerskap. Banarkitekten, Henry Fownes, hade tidigare skapat sig en förmögenhet genom sitt företag inom stålindustrin. Tillsammans med sitt stora intresse för golf så köpte han 80 hektar åkermark utanför Pittsburgh, på vilken han senare under 1903 började bygga golfbanan som var spelklar året därpå. Banans design är inspirerad av brittiska linksbanor och har sedan 2007 knappt några träd, men heller knappt några vattenhinder. Däremot innehåller banan 168 bunkrar. Träden som planterades på banan under 1950- och 1960-talen blev successivt borttagna efter 1994 års upplaga av US Open, med omkring 5 000–6 000 träd nedhuggna. Alla greener, förutom den 8:e, är original från när banan byggdes.
Oakmont är även ansedd som en av USA:s svåraste golfbanor, känd för sina snabba greener, smala fairways, svåra – och många – bunkrar, samt sin längd som på 6 795 meter är en av USA:s längsta.
Oakmont är känd för sina "Church Pew bunkers", vilka är svåra hinder och kommer i spel på de 3:e och 4:e hålen. Namnet kommer från deras utseende, som liknar kyrkbänkar.

## Majors på Oakmont

### 1973 års US Open
Inför tävlingen kom dåvarande 26 år gamla Johnny Miller, som vid tidpunkten enbart hade två PGA Tour vinster, och ställdes inför den utmanande golfbanan Oakmont, med par 71. Tidigare hade han presterat bra under majortävlingar, med en 2:a plats i US Masters samt två top-10 placeringar i US Open 1972 och 1971.
Miller var efter 36 hål -2 under par på 140 slag, men slog 76 slag under lördagens rond, vilket lämnade honom på totalt 216 slag och +3 över par och en 12:e plats inför söndagens finalrond; 6 slag bakom ledaren. Hans sista runda i US Open 1973 på Oakmont Country Club anses vara en av de mest dominanta i tävlingens historia. Han var den första spelare att slå 63 slag (-8 under par) på en major och år 2000 rankade Golf Magazine Millers runda som den bästa golfrunda någonsin spelats. Ett rekord som tangerades av Phil Mickelson och Henrik Stensson under 2016 års upplaga av The Open, och som blev slaget av Justin Thomas som slog 63 slag (-9 under par) på Erin Hills Golf Course under US Open 2017.
Miller gjorde birdie på de fyra första hålen, samt på hål nummer 9,11,12, 13 och 15, samtidigt som Miller träffade alla 18 greener och behövde enbart 29 puttar, varav en tre-putt på hål nummer 8 vilket blev hans enda bogey. Miller slutade på 279 slag och -5 under par för mästerskapet, vilket gav honom ett slags segermarginal över tvåan. 
Oakmont har arrangerat US Open tio gånger, inräknat år 2025. 
| År   | Major                 | Vinnare            | Resultat           |
| ---- | --------------------- | ------------------ | ------------------ |
| 2025 | U.S. Open (10)        |                    |                    |
| 2016 | U.S. Open (9)         | Dustin Johnson     | 276 (–4)           |
| 2010 | U.S. Women's Open (2) | Paula Creamer      | 281 (–3)           |
| 2007 | U.S. Open             | Ángel Cabrera      | 285 (+5)           |
| 2003 | U.S. Amateur (5)      | Nick Flanagan      | 37:e hålet         |
| 1994 | U.S. Open             | Ernie Els          | 279 (–5), Särspel  |
| 1992 | U.S. Women's Open     | Patty Sheehan      | 280 (–4), Särspel  |
| 1983 | U.S. Open             | Larry Nelson       | 280 (–4)           |
| 1978 | PGA Championship (3)  | John Mahaffey      | 276 (–8), Särspel  |
| 1973 | U.S. Open             | Johnny Miller      | 279 (–5)           |
| 1969 | U.S. Amateur          | Steve Melnyk       | 286                |
| 1962 | U.S. Open             | Jack Nicklaus      | 283 (–1), Särspel  |
| 1953 | U.S. Open             | Ben Hogan          | 283 (–5)           |
| 1951 | PGA Championship      | Sam Snead          | 7 & 6              |
| 1938 | U.S. Amateur          | Willie Turnesa     | 8 & 7              |
| 1935 | U.S. Open             | Sam Parks, Jr.     | 299 (+11)          |
| 1927 | U.S. Open             | Tommy Armour       | 301 (+13), Särspel |
| 1925 | U.S. Amateur          | Bobby Jones        | 8 & 7              |
| 1922 | PGA Championship      | Gene Sarazen       | 4 & 3              |
| 1919 | U.S. Amateur          | S. Davidson Herron | 5 & 4              |